# Your Favorite Enemies
Your Favorite Enemies est un groupe de rock alternatif canadien, originaire de Varennes, au Québec. Il est formé en 2006 par Alex Foster (chant), Jeff Beaulieu (guitare), Sef (guitare), Ben Lemelin (basse), Miss Isabel (claviers et voix) et Charles « Moose » Allicie (batterie). Le groupe est maintenant basé à Drummondville dans une ancienne église catholique transformée en studio. Les membres du groupe sont restés les mêmes depuis la fondation. Le groupe a pour influence des groupes tels que The Clash, The Ramones, The Cure, Noir Désir, ainsi que Nick Cave and the Bad Seeds. Leur son oscille entre rock alternatif, shoegazing, new prog et noise. 
En 2008, le magazine Billboard nomme Your Favorite Enemies l'un des cinq groupes canadiens à ne pas perdre de vue pendant l'année. Depuis sa fondation, le groupe effectue des tournées en Europe (Angleterre, Écosse, France, Allemagne), au Japon, en Australie, en Chine, à Taïwan, au Canada et aux États-Unis. Fidèles à leur esprit DIY, ils font tout par eux-mêmes, de l'enregistrement aux tournées. 
Le 20 mai 2014, le groupe lance la version canadienne de leur album Between Illness and Migration. L'album atteint la deuxième place des meilleures ventes sur iTunes la journée du lancement, entre Coldplay et The Black Keys. Dans la première semaine suivant sa sortie, l'album est au #6 des meilleures ventes canadiennes, accordant ainsi au groupe le titre de « meilleur vendeur de la semaine » chez HMV et Archambault. Avec des textures sonores de guitare vaste, la production au fini complexe mis de pair avec des paroles au penchant socio-politique, cet album est considéré comme la création la plus prometteuse du groupe jusqu'à maintenant. Il fut aussi nommé aux Juno Awards 2015 pour l'"Album Rock de l'Année", aux côtés de Sam Roberts, Arkells, The Glorious Sons and Big Wreck. 

## Biographie

### Formation, premier EP et première tournée européenne (2006-2007)
Your Favorite Enemies est un groupe de rock de Montréal formé en 2006 par Alex Foster (voix), Jeff Beaulieu (guitare), Sef (guitare), Ben Lemelin (basse), Miss Isabel (claviers) et Charles « Moose » Allicie (batterie).   
Dès le début de la création du groupe, le sextuor a décidé de gérer de manière résolue tous les aspects de la carrière du groupe en fonction de leurs valeurs communautaires et de leur philosophie «Do It Yourself» (Fais-le toi-même). Influencé tant musicalement que professionnellement par des groupes tels que Sonic Youth, Fugazi, The Cure, Pixies, My Bloody Valentine, et Mars Volta, qui ont ouvert la voie à bien d'autres groupes avant eux, le groupe mélange des textures dissonantes, à la fois sombres et polies avec leur poésie introspective et leur approche lyrique symboliste. De partout dans le monde, les fans dévoués ont immédiatement commencé à promouvoir Your Favorite Enemies à travers la création de différentes street teams et de communautés de fans.
Fidèles à leurs profondes croyances "DIY", les membres du groupe ont décidé de fonder en avril 2007 leur propre maison de disques, appelée Hopeful Tragedy Records, afin d'offrir l'EP auto-produit And If I Was To Die In the Morning… Would I Still Be Sleeping With You... Disponible en juin de cette même année, l'EP fut vendu à plus de 30.000 copies dans les premiers mois de sa sortie, propulsant le groupe vers une première tournée européenne en tête d'affiche. Ils ont pu se produire dans des villes comme Londres, Paris, Berlin et Cologne. Your Favorite Enemies a eu des entrevues et des critiques dans les revues françaises et néerlandaises d'Amnesty International, ainsi que des entrevues radiophoniques sur la radio Talksport (Royaume-Uni) et le Rock One Mag(France).

### Love Is A Promise Whispering Goodbye, Final Fantasy et YFE-TV (2008)

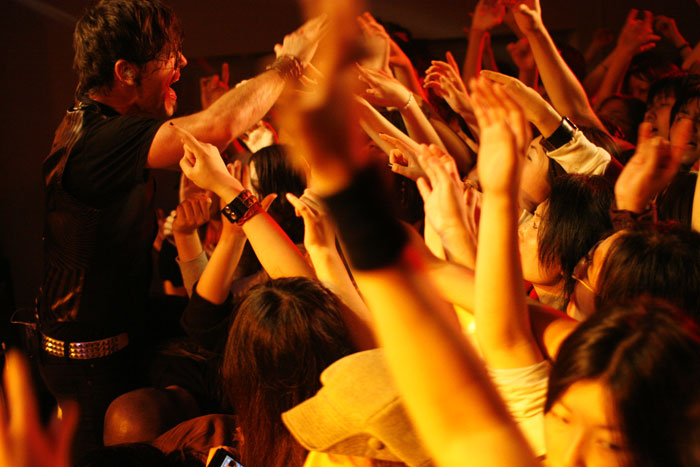
Your Favorite Enemies, en tournée japonaise, en 2008.

L'année 2008 a commencé avec la mention de Your Favorite Enemies comme «l'un des cinq meilleurs artistes canadiens à gravir les échelons de la scène internationale» par le magazine Billboard. Le 1er juin 2008, le groupe sort leur second album, Love Is A Promise Whispering Goodbye, qui s'est vendu à plus de 60 000 copies. 
La même année, le groupe entame sa première tournée japonaise aux côtés de Simple Plan, où ils jouent à Tokyo, Osaka et Nagoya. Tout en se produisant dans les salles de concert, le groupe a également été interviewé dans des médias populaires, y compris InRock Magazine, Grindhouse Magazine et WeROCKCity. Cette tournée attire l'attention du compositeur de jeux vidéo Takeharu Ishimoto, qui souhaita travailler avec le groupe pour arranger, écrire les paroles et jouer trois chansons sur la bande-son de Dissidia: Final Fantasy, incluant la chanson thème. La bande-son du jeu atteint le top 50 des meilleures ventes sur iTunes au Japon. Your Favorite Enemies a été interviewé sur la chaîne musicale Musique Plus et a pris part à plusieurs reportages (La Presse, Le Journal de Montréal, La Relève, Cyberpresse, Showbizz.net), à la suite de leur succès international.
C'est aussi cette année-là que le groupe a ajouté une section multimédia à leur label Hopeful Tragedy Records, le YFE-TV, leur permettant de diffuser une grande variété de contenus.

### Acquisition du studio et Bla Bla Bla: le Live Show (2009-2010)
Your Favorite Enemies fait l'acquisition en 2009 d'une ancienne église catholique à Drummondville qu'ils transforment en studio d'enregistrement professionnel, et où ils aménagent les installations nécessaires à la diffusion web, un plateau TV, les bureaux de leur label, ainsi que de l'organisation à but non lucratif de promotion des droits de la personne et d'aide aux enfants à travers la musique y sont installés. Les membres du groupe ont saisi cette opportunité pour prendre un temps à part loin des projecteurs, et l'opportunité d'établir les infrastructures nécessaires pour la suite de leurs projets.
À la fin de 2010, Your Favorite Enemies lance sa propre émission sur le web, appelée Bla Bla Bla: The Live Show, et le premier épisode est diffusé en ligne le 10 décembre 2010. L'émission a pour but de donner les nouvelles du groupe, de parler de leur vie quotidienne, des sorties à venir et des tournées, et la sortie de nouveaux items de merch. Dès la 4e édition, le 26 juin 2010, l'émission est diffusée en direct en anglais et en français le même jour, à quelques heures d'intervalle. Les rediffusions de chaque édition sont disponibles une semaine après la diffusion en direct et sont aussi disponibles avec les sous-titres en japonais.
Avant l'existence du Bla Bla Bla: The Live Show, Your Favorite Enemies offrait également un podcast hebdomadaire gratuit sur le web, du 2 décembre 2008 au 18 avril 2010. Appelé YFE-TV, c'était un portrait des six artistes constituant YFE, qui entrait dans les coulisses du groupe, montrant aussi des extraits de concert, sessions de studio, des entrevues, et couvrant leur travail en tant que défenseurs actifs des droits de l'homme. Beaucoup plus d'épisodes et d'extras peuvent être trouvés sur YouTube, la chaîne YFE du groupe.

### Hope Project, Touring China & Love Is A Promise Whispering Goodbye (Deluxe & Remastered) (2011)
Le 11 mars 2011, la côte nord-est du Japon a été frappée par l'un des séismes et tsunamis les plus destructeurs jamais enregistrés dans l'histoire moderne du pays. À la suite de ces nouvelles, Your Favorite Enemies a répondu à ces attaques en lançant le projet Hope. Dans ce projet, le groupe a invité tout le monde à envoyer des messages de soutien, d'empathie et d'encouragement, qui seront distribués aux survivants sous forme de cartes postales personnelles, en partenariat avec la Croix-Rouge et de nombreuses écoles du monde entier. Le projet a reçu plusieurs centaines de messages en six langues. La presse internationale, par exemple Billboard et USA Today , soutiennent cette initiative, en partageant celle-ci à travers la presse traditionnelle ainsi que via leurs différents réseaux sur le web. Le projet Hope serait dévoilé le 25 mai 2011, lorsque les membres du groupe ont visité un refuge pour les survivants du tsunami dans la ville de Minamisanriku, dans la préfecture de Miyagi, au Japon. 

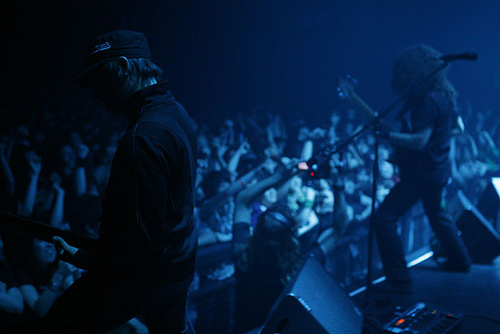
Your Favorite Enemies, en tournée japonaise, en 2011.

Ce projet était accompagné d'une tournée-bénéfices pour le Japon. Intitulée Arisen From Despairs, A Morning Of All Hope, la tournée a amené le groupe à Tokyo, Osaka et Kyoto, où ils ont été interviewés par Yomiuri, l'un des cinq journaux nationaux du Japon, et ont reçu une multitude de couverture (Billboard ,  La Presse, CANOE, , Hollywood PQ,  La Seigneurie).  Pendant son séjour à Kyoto, le groupe a joué dans l'historique Otagi Nenbutsu-ji, devenant ainsi le premier groupe international à le faire. Cette expérience est devenue l'objet d'un DVD sorti en janvier 2012, Running Through The Rain of Estrangement ... Catching Pure Drops of Diamond Bliss.
En avril et mai 2011, Your Favorite Enemies met le cap sur la Chine avec la tournée Rising Youth of the Dragon Land, participant ainsi aux festivals MIDI et ZEBRA et jouant dans les salles de différentes villes. Reconnu pour leur support actif à des organisations telles que (RED), engagée dans la lutte contre le sida, et pour être porte-parole depuis de nombreuses années pour Amnesty International, le groupe est nommé « le groupe le plus controversé à s'être produit en Chine. » Il parait aussi comme « l'artiste de la semaine » dans le magazine Billboard, et reçoit une couverture médiatique multiple de façon locale (The Beijinger, china.org.cn,,, This Town Touring, CNNGO, Shanghai Daily, Shanghai Global Times, GoChengdoo), et internationale (Billboard, Orange, La Presse).
Le 28 juin 2011, le groupe sort une version remasterisée et deluxe de leur album Love Is a Promise Whispering Goodbye, avec des chansons inédites, des versions live et des vidéos exclusives, accompagnées d'une série de 10 entrevues vidéos répondant aux questions des fans à propos de l'album, son contexte, son contenu, et sa signification.  

### Vague Souvenir et Sacred Kind of Whispers (2012–2013)
Au début de 2012, Your Favorite Enemies commence la production d'un projet acoustique appelé Vague souvenir. Le premier single tiré de l'album, Turn the Dirt Over - une reprise de l'artiste américain Sea Wolf enregistrée lors d'une prestation live du groupe captée sur le plateau du Bla Bla Bla: The Live Show - est offert en téléchargement gratuit. Lancé le 31 juillet, l'album contient 14 chansons exclusives qui incluent de la poésie, du spoken words, des chansons datant des débuts du groupe et des reprises d'artistes ayant inspiré le groupe. L'album reçoit le meilleur accueil de tous les albums de Your Favorite Enemies jusqu'à présent, et est expliqué en détail dans une série spéciale de blogs appelée From a Spark to a Song. L'album est complètement auto-produit, et est enregistré dans l'église que le groupe a acquis en 2009.
Cet album donne naissance à Sacred Kind of Whispers, sorti uniquement en vinyle et qui contient quatre chansons originales du groupe, trois d'entre elles présentes sur Vague souvenir et cinq poèmes en spoken words en français, un d'entre eux qui exclusif sur le vinyle. Le vinyle est sorti le 7 juin 2013.

### Between Illness and Migration(2013–2017)

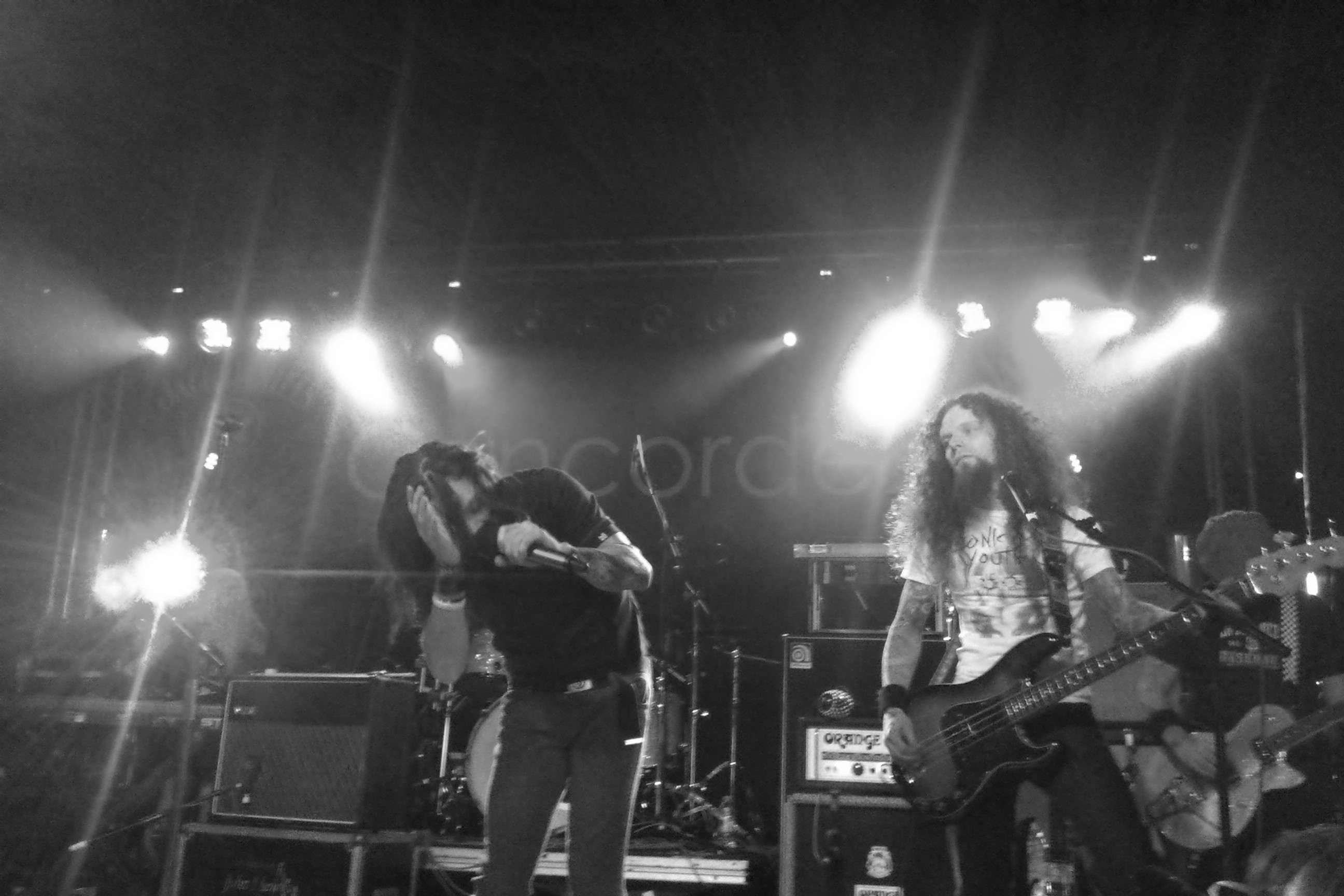
Your Favorite Enemies en concert en 2013.

Your Favorite Enemies finit l'enregistrement de l'album Between Illness and Migration début janvier 2013. Mixé au Fluxivity Studio à New York City par John Agnello (Sonic Youth, The Kills, Dinosaur Jr., Kurt Vile, Turbonegro, Bob Dylan), ce dernier dit de l'album qu'il contient “une dynamique enragée et des sons mélos, incluant beaucoup de guitares fracassantes et différentes couches, avec quelques chansons semblables à des voyages épiques. Du prog rock, noisy rock & un peu de son emo des premières heures, l'album rappelle Sonic Youth, Mars Volta et Smashing Pumpkins”. Fidèle à son ethos DIY, le groupe décide de sortir l'album à différentes dates et dans différents marchés, avec des titres et une pochette uniques pour chaque sortie. Ainsi, Between Illness And Migration est d'abord sorti au Japon le 20 mars 2013 sur le label King Records. Depuis longtemps attendu par les fans, l'album est très bien reçu au Japon et figure parmi les artistes vedettes pendant plusieurs semaines à Tower Records.
Le 8 juillet 2013, Your Favorite Enemies sort l'EP Youthful Dreams of an Old Empire exclusivement au Royaume-Uni. L'EP de trois chansons, un préquel à la sortie de l'album Between Illness and Migration, est bien reçu par les critiques dans tout le pays. AltSounds dit du EP qu'il “met en valeur le mélange d'alternatif, de shoegaze, de new prog et le noisy rock troublant, rappelant par moments The Raveonettes et Crocodiles et influencé dans ses paroles par des groupes tels que The Clash, The Ramones, et The Cure entre autres”. With Guitars dit du premier album qu'il est quasiment impossible de sortir une chanson du lot, alors que Louder than War compare Your Favorite Enemies à Nickelback, mais « à des années-lumière meilleur. » Le groupe reçoit aussi des critiques positives de la part de Sound Revolution.
Le 6 septembre 2013, le groupe sort la version australienne de l'album Between Illness and Migration. Il reçoit 4 des 5 étoiles attribuées par The Sydney Morning Herald, déclarant que Your Favorite Enemies est « assez expérimenté et talentueux pour faire de la musique qui bouge et te tient captivé. Ce groupe, avec le démagogue Alex Foster à la barre, aime embarquer son public dans le voyage. L'œuvre positive, énergique et océanique, avec toutes ses guitares et tambour battant, avec aussi l'inquisition de Foster, à la voix profonde et chantant une poésie émouvante, montre des musiciens conservant leur forme tout en se tenant toujours au bord du précipice. » Pour supporter la sortie de la version australienne de Between Illness And Migration, Your Favorite Enemies part pour la toute première tournée australienne du groupe le 7 septembre 2013 et figure à l'affiche du Brisbane's Big Sound Festival. Intitulée More than Noise and Make-Believes, la tournée s'étend de l'Australie au Japon, première apparition du groupe dans ce pays depuis la sortie de l'album plus tôt cette année. En octobre, le groupe est invité à Londres par le magazine Kerrang! pour une séance-photo et deux concerts privés, à la suite de quoi le groupe est nommé « le secret le mieux gardé du Canada ». Le single I Just Want You to Know est aussi annoncé comme une des « chansons dans le top 5 à vous flatter les oreilles. »
L'année 2014 débute avec une longue tournée pour Your Favorite Enemies. Après avoir joué au MIDEM à Cannes en France, le groupe embarque pour une tournée appelée From Upper Room to Higher Sky, qui les emmène partout en Angleterre et en Écosse à deux reprises, jouant dans des salles telles que  King Tuts, The Barfly, The Thekla et The Esquires.
L'EP exclusif pour la France, Entre marées et autres ressacs, sort le 22 avril 2014. Avec une pochette unique, l'EP contient cinq chansons et est disponible sur la boutique en ligne du groupe en quantité limitée. Tout part en moins de 2 semaines. Toujours disponible en version numérique, Entre Marées Et Autres Ressacs reçoit plusieurs chroniques élogieuses de la part de différents webzines français tels que Muzzart, Metalland et Obskure Mag.
Le 20 avril 2014, un mois avant sa sortie officielle au Canada, l'album Between Illness and Migration est disponible en pré-vente sur iTunes, incluant une chanson bonus et une entrevue vidéo du groupe. L'album atteint la deuxième place du top iTunes le jour de sa sortie, le 20 mai, se situant entre Coldplay et The Black Keys. La première semaine de sa sortie, l'album est aussi sixième des artistes les mieux vendus au Canada, ce qui donne au groupe le titre d'“artiste le mieux vendu de la semaine” au HMV et à Archambault. Avec les textures élaborées de la guitare et une production complexe art-rock, ainsi qu'une inclinaison lyrique socio-politique, cet album est considéré comme le plus réussi jamais offert par le groupe. La sortie de l'album et sa position dans les charts canadiens recueillent une pléiade d'articles dans les journaux tels que Le Journal de Montréal, La Presse, L'Express de Drummondville,,. Le groupe apparaît dans des émissions TV variées pour parler de l'album fraîchement sorti, notamment sur CTV Ottawa Morning Live, MusiquePlus, et Radio-Canada.
La chanson I Just Want You to Know, premier single canadien de Between Illness and Migration, commence à passer en rotation sur la radio montréalaise CHOM-FM en avril, et est choisie par Jason Rockman de Slaves on Dope's comme Big Shiny New Song of the Week le 21 avril. La chanson est rapidement ajoutée à la rotation de la station de radio, jouant au minimum une fois par jour. Le groupe est aussi accueilli dans les studios de la station pour une performance live et une entrevue avec The Rockman. Le vidéoclip officiel pour la chanson est aussi ajouté à la rotation de MuchMusic et MusiquePlus.
Between Illness and Migration est aussi chroniqué par Kerrang! et reçoit 4K sur 5, déclarant qu'avec « le savant mélange des paroles poétiques et la puissance des mélodies, Between Illness and Migration nous emmène dans un voyage hypnotisant qui raconte l'histoire d'un groupe qui est un ardent défenseur des valeurs communautaires. » L'album est nommé aux Prix Juno 2015 dans la catégorie « album rock de l'année », aux côtés de Sam Roberts Band, Arkells, The Glorious Sons, et Big Wreck.
En annonçant leur prochain opus, le clip de la chanson "1-2-3 (One Step Away)" a été lancé en exclusivité mondiale sur le site de Kerrang! Magazine, avant sa sortie officielle le 18 mars 2016 . 
Le 17 juin 2016, Your Favorite Enemies sort Tokyo Sessions, une nouvelle interprétation des précédentes versions de l'album Between Illness and Migration. L'édition deluxe inclut une version réinterprétée des 12 chansons figurant sur la version originale, ainsi que les versions radio des singles 1-2-3 (One Step Away), A View from Within, I Just Want You to Know, et Where Did We Lose Each Other en chansons bonus. L'album arrive dès ses débuts en sixième position des ventes Soundscan au Canada. Il fait aussi un énorme splash sur iTunes, où l'album atteint le top 5 dans les quatre catégories, #4 dans la catégorie « Tous les genres », #2 dans la catégorie « Rock », #3 dans la catégorie « Alternative », et #2 parmi tous les artistes canadiens.

### A Journey Beyond Ourselves (2017)
Sachant que 2017 serait une année d'inspiration et de sessions d'écriture pour le nouvel album à venir du groupe, Your Favorite Enemies a décidé de sortir son tout premier coffret vinyle en édition limitée intitulé "A Journey Beyond Ourselves". Après avoir passé près de cinq ans à parcourir le monde après les grands succès de leurs albums "Between Illness and Migration" et "Tokyo Sessions", ils pensaient que le moment était venu de célébrer ces cinq ans en remerciant leurs fans avec un objet de collection artisanal, rassemblant une succession de chansons significatives qu'ils avaient écrites au cours de cette période. Le coffret a été publié uniquement en format vinyle, le groupe utilisant sa propre technologie de «lathe cut» pour fabriquer les vinyles, tout en imprimant eux-mêmes l'objet. L'album a été offert à un très petit nombre de disquaires indépendants de la région de Montréal et a été expédié dans le monde entier par le biais du site web du groupe, amenant leur ethos DIY à un tout autre niveau.
"A Journey Beyond Ourselves" est plus un projet intime, personnel et invitant qui émerge du cœur de nos 5 dernières années en tant que groupe et en tant que 6 individus perdus qui tentent de trouver leur chemin vers la maison, qu'un simple souvenir de moments et d'éphémérides à propos d'un album. Il s'agit de comment nous avons réussi à évoluer à travers la nature chaotique, bruyante et confuse de ce que notre voyage collectif et distinctif a été pour nous, pour chacun de nous. Il aurait pu s'appeler autrement, aurait pu être exposé de tellement de façons différentes, aurait pu être exposé sous tant de lumières et d'angles ... Mais après un si long pèlerinage à travers le déroutement de notre propre désarroi d'âme, nous avons réalisé que ce qui est vraiment sacré et pur n'avait rien à voir avec la perfection ou la juste perspective de tout cela; il s'agit de l'honnêteté avec laquelle nous avons décidé de nous exposer, de nous ouvrir et de vous inviter à partager notre voyage extraordinaire et stimulant au-delà de nous-mêmes."
- Alex H Foster
L'album est sorti le 1er septembre 2017, après le lancement du vidéoclip de la chanson "Underneath A Blooming Skylight" par Exclaim! le 4 juillet. Canalisant les films avant-gardistes éclectiques et éblouissants d'Andy Warhol, ainsi que l'essence excessivement euphorique et la sous-culture imaginaire auto-destructrice de New York, la vidéo est aussi un hommage sincère à l'esprit psychédélique des années 1960 incarné par la muse de Warhol, Edie Sedgwick.
La réponse au Canada a été excellente, car des médias tels que FYI, Canadian Musician et de nombreux quotidiens ont suivi l'exemple d'Exclaim !, donnant à l'album les éloges qu'il méritait. Le vidéoclip financé par Factor joue encore sur de nombreux canaux Stingray tels que NOW4K, LOUD et 21st Century Rock. Le coffret en vinyle a été épuisé juste un peu plus d'un mois après sa sortie physique, le 5 octobre de la même année, ce qui a également marqué le moment où le groupe a décidé de ne pas sortir un album numériquement.

## Droits humains
Your Favorite Enemies soutient : Amnesty International, (RED), Rock N' Rights, War Child.
Ancien travailleur social, Alex Foster s'est impliqué comme porte-parole officiel pour Amnesty International pendant plus d'une décennie. Il a fait des conférences au Canada et a animé le congrès annuel pour la jeunesse d'Amnesty International à plusieurs reprises, il a aussi écrit une chanson pour la libération de Fred M'membe. Le groupe a participé au 30e anniversaire d'Amnesty International (2007), au 35e anniversaire de Give Peace A Chance, à Imagine (2004), à la Marche des femmes vers l'an 2000, et a joué lors du concert pour le 51e anniversaire de la Charte des droits et libertés de la personne. En 2010, pour la journée de la Déclaration universelle des droits de l'homme, le groupe a réalisé une vidéo avec un message fort et engagé, soulignant dans le même temps les efforts d'Amnesty International pour la campagne “Write for Rights” à travers l'art. Ils ont fait la même chose en 2011 avec une vidéo différente portant le même message.
Le groupe a aussi fait une entrevue exclusive à propos des droits humains avec le groupe américain Anti-Flag pendant le Vans Warped Tour (2007).
En avril 2005, Alex Foster et Jeff Beaulieu fondent Rock And Rights, une organisation à but non lucratif vouée à la sensibilisation aux droits humains, à l'éducation, à la promotion et à la mobilisation pour l'égalité, la dignité et la justice pour tous, au-delà du sexe, de la religion, de l'orientation sexuelle, de la langue et de la nationalité. En 2010, pour la Journée de la Déclaration Universelle des Droits de l'Homme, le groupe a produit une vidéo  avec un message fort et engageant , soutenant en même temps les efforts d'Amnesty International pour la campagne «Write for Rights».  Ils ont fait de même en 2011, avec une vidéo différente qui portait le même message. 

## Récompenses et nominations
| Année | Travail nommé                                            | Récompense | Résultat   |
| ----- | -------------------------------------------------------- | ---------- | ---------- |
| 2015  | Album rock de l'année pour Between Illness and Migration | Prix Juno  | Nomination |

## Discographie

### Albums studio
- Love Is a Promise Whispering Goodbye (17 juin 2008)
- Love Is a Promise Whispering Goodbye (Deluxe & Remasterisé) (28 juin 2011)
- Vague Souvenir (31 juillet 2012)
- Sacred Kind Of Whispers (7 juin 2013)
- Between Illness and Migration (Édition japonaise) (20 mars 2013)
- Between Illness And Migration (Édition australienne) (6 septembre 2013)
- Between Illness And Migration (Édition canadienne) (20 mai 2014)
- Between Illness And Migration (Édition européenne) (3 novembre 2014)
- Between Illness And Migration - Deluxe: Tokyo Sessions (17 juin 2016)

### EPs
- 2007 : And If I Was to Die In The Morning... Would I Still Be Sleeping with You (1er juin)
- 2013 : Youthful Dreams of an Old Empire (8 juillet)
- 2014 : Entre marées et autres ressacs (22 avril)
- 2015 : A Vision of The Lights We're In (18 avril)

### DVDs
- 2011 : The Uplifting Sound of an Epiphanic Awakening (19 novembre)
- 2012 : Running Through The Rain of Estrangement... Catching Pure Drops of Diamond Bliss (21 janvier)

### Projets parallèles
- 2018 : Windows in the Sky, Alex Henry Foster (9 novembre)

## Membres du groupe
Line-up actuel
- Alex Henry Foster – chant (2006–present)
- Sef – guitare (2006–present)
- Ben Lemelin – basse (2006–present)
- Jeff Beaulieu – Guitare (2006–present)
- Charles (Moose) Allicie – batterie (2006–present)
- Miss Isabel - claviers (2006–present)

## Sponsors
Your Favorite Enemies est sponsorisé par Duesenberg, D'Addario, Eden Electronics, Homebrew Effects, Mack Amps, Mapex, Orange Music Electronic Company, Boss, Remo, S. Walker Electric Guitars, Sabian, Sennheiser Soul Power Instruments, Taylor Guitars, TC Electronic, Tech 21, Vater Percussion, VOX.